# 雷神之锤系列
《雷神之锤》（英語：Quake），由id Software开发的第一人称射击游戏，最早的版本发表于1996年5月31日。拥有大量游戏爱好者。

## 雷神之锤系列的各个版本
- 《雷神之锤》：1996年5月31日发行。
- 《雷神之锤II》：1997年11月30日发行。
- 《雷神之锤III竞技场》：1999年12月2日发行。
- 《雷神之锤4》：2005年10月11日发行，这是《雷神之锤》系列中第一个并非id Software自己开发的游戏，开发的工作交给了Raven Software。同以往几代游戏不同，这个游戏并未使用全新的引擎而是使用了id的doom3引擎。
- 《雷神之戰》：2007年10月2日发行，由Splash Damage制作。这款游戏派生自《雷神之锤》系列和Wolfenstein: Enemy Territory。
- 《Quake Live》：2009年2月24日公测，使用id Tech 3的在线游戏，规则类似于Quake 3 Arena。

## Quaker
Quaker是指那些钟爱雷神之锤系列游戏的玩家，他们通常会集中在一起进行游戏，用Quake的速度感和竞技性进行对抗。
Quaker又分为忠实的多人游戏玩家、Defrager（进行Defrag跳跃游戏的玩家）和CPMA爱好者以及其他MOD的玩家。
在中国大陆，Quake系列同样吸引了大批狂热的爱好者，并且举行过多次Quake3电子竞技比赛。期间涌现出多位职业高手，其中RocketBoy(孟阳)更取得了WCG2002第四的骄人成绩。
2004年9月，文化部认为该游戏画面血腥，将雷神之锤III列入非法游戏，自此再没有相关的比赛举行。